# Ubi sunt
Ubi sunt (łac. „gdzie są”) – skrót łacińskiego pytania retorycznego Ubi sunt qui ante nos fuerunt? („Gdzie są ci, którzy byli przed nami?”) używany na określenie literackiego motywu przemijania, marności świata i tęsknoty za przeszłością obecnego szczególnie w europejskiej poezji średniowiecznej.

## Występowanie
Zwrot ubi sunt rozpoczyna wiele średniowiecznych wierszy łacińskich, Ubi sunt qui ante nos fuerunt? stanowi również tytuł anonimowego wiersza w języku angielskim z ok. 1270 roku.
O marności świata pisał w ten sposób np. Piotr Damiani, jeden z doktorów Kościoła, w swej poezji i listach: Ubi enim sunt modo tot potentes saeculi, tot invictissimi reges...? („Gdzież są niegdyś możni tego świata, gdzież niezwyciężeni królowie...?”). Po życiu człowieka zostają tylko słowa. Wyliczenie zmarłych, zasłużonych dla świata miało u czytelnika wywołać pytanie „gdzie oni są?”.
Motyw ubi sunt wraz z nastrojem tęsknoty za „dawnymi dobrymi czasami”, którym dzisiejsze nie mogą dorównać i poczuciem nieuchronności przemijania powszechny jest w poezji staroangielskiej (np. w poematach Beowulf i The Wanderer). W literaturze francuskiej w podobną atmosferę nostalgii wpisywał się François Villon ze swoim Mais où sont les neiges d’antan? („Lecz gdzie są niegdysiejsze śniegi?”) w refrenie Ballady o paniach minionego czasu (fr. Ballade des dames du temps jadis) z Wielkiego testamentu. Nawiązał do niego także Umberto Eco, nadając tytuł swej powieści Imię róży. Topos ubi sunt pojawia się także w drugiej strofie pieśni Gaudeamus igitur.
Motyw bywa wykorzystywany również w poezji nowszej, np. To Autumn Johna Keatsa.